# 龙口乡
龙口乡，是中华人民共和国湖南省湘潭市湘潭县下辖的一个乡镇级行政单位。境内石膏矿藏丰富，龙口到湘潭市沿线公路也因此长期受超载货车毁坏路面之害。
2015年11月19日，龙口乡、花石镇成建制合并设立花石镇。

## 行政区划
龙口乡下辖以下地区：
见楼村、兴云村、董家坪村、龙口村、大江村、长寿村、泥湾村、潭溪村、九如村、弄子村、金子村、红岭村、潲江村、琵琶村、天龙村、金宝村、日华村、团建村、紫桥村和石牌村。